# Lletuga
|  | Aquest article tracta sobre el gènere de plantes. Vegeu-ne altres significats a «Enciam». |

Les lletugues (Lactuca) són un gènere de plantes amb flor de la família de les asteràcies. Inclou l'enciam, però no totes les espècies de lletuga són de fulla comestible.

## Taxonomia

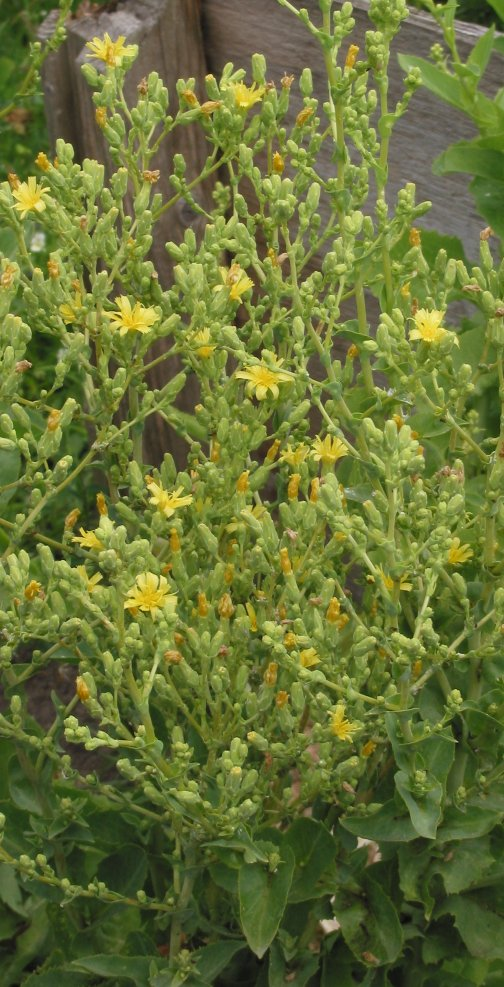
Enciam (L. sativa) florit

### Espècies
Dins del gènere Lactuca es reconeixen les 116 espècies següents:
- Lactuca acanthifolia (Willd.) Boiss.
- Lactuca aculeata Boiss.
- Lactuca alaica Kovalevsk.
- Lactuca alpestris (Gand.) Rech.f.
- Lactuca amaurophyton (Podlech & Rech.f.) N.Kilian
- Lactuca ambacensis (Hiern) C.Jeffrey
- Lactuca anatolica Behçet & Yapar
- Lactuca attenuata Stebbins
- Lactuca azerbaijanica Rech.f.
- Lactuca bandyopadhyana Kottaim.
- Lactuca biennis (Moench) Fernald
- Lactuca birjandica Mozaff.
- Lactuca brachyrrhyncha Greenm.
- Lactuca calophylla C.Jeffrey
- Lactuca canadensis L.
- Lactuca chitralensis (Tuisl) Ghafoor, Qaiser & Roohi Bano
- Lactuca cichorioides (Hiern) C.Jeffrey
- Lactuca corymbosa Lawalrée
- Lactuca cubanguensis (S.Moore) C.Jeffrey
- Lactuca czerepanovii (Kirp.) N.Kilian & Greuter
- Lactuca denaensis N.Kilian & Djavadi
- Lactuca × dichotoma Simonk.
- Lactuca dissecta D.Don
- Lactuca dolichophylla Kitam.
- Lactuca dregeana DC.
- Lactuca dumicola S.Moore
- Lactuca erostrata Bano & Qaiser
- Lactuca fenzlii N.Kilian & Greuter
- Lactuca floridana (L.) Gaertn.
- Lactuca formosana Maxim.
- Lactuca georgica Grossh.
- Lactuca gilanica Mozaff.
- Lactuca glandulifera Hook.f.
- Lactuca glareosa Schott & Kotschy ex Boiss.
- Lactuca glauciifolia Boiss.
- Lactuca gorganica Rech.f. & Esfand.
- Lactuca gracilipetiolata Merr.
- Lactuca graminifolia Michx.
- Lactuca haimanniana Asch.
- Lactuca hazaranensis Djavadi & N.Kilian
- Lactuca hirsuta Muhl. ex Nutt.
- Lactuca hispida DC.
- Lactuca hispidula B.Fedtsch.
- Lactuca homblei De Wild.
- Lactuca imbricata Hiern
- Lactuca indica L.
- Lactuca inermis Forssk.
- Lactuca intricata Boiss.
- Lactuca kanitziana Martelli
- Lactuca kemaliya Yıld.
- Lactuca kirpicznikovii (Grossh.) N.Kilian & Greuter
- Lactuca klossii S.Moore
- Lactuca kochiana Beauverd
- Lactuca kossinskyi (Krasch.) Coșkunç., M.Güzel & N.Kilian
- Lactuca laevigata DC.
- Lactuca lasiorhiza (O.Hoffm.) C.Jeffrey
- Lactuca leucoclada Rech.f. & Tuisl
- Lactuca longespicata De Wild.
- Lactuca longidentata Moris ex DC.
- Lactuca ludoviciana (Nutt.) Riddell
- Lactuca malaissei Lawalrée
- Lactuca mansuensis Hayata
- Lactuca marunguensis Lawalrée
- Lactuca microsperma K.Schum.
- Lactuca morssii B.L.Rob.
- Lactuca muralis (L.) Gaertn.
- Lactuca mwinilungensis G.V.Pope
- Lactuca oblongifolia Nutt.
- Lactuca orientalis (Boiss.) Boiss.
- Lactuca oyukludaghensis (Parolly) N.Kilian & Parolly
- Lactuca pakistanica T.Akhtar & Chaudhri
- Lactuca palmensis Bolle
- Lactuca paradoxa Sch.Bip. ex A.Rich.
- Lactuca perennis L.
- Lactuca petrensis Hiern
- Lactuca piestocarpa (Boiss.) Sennikov
- Lactuca plumieri (L.) Gren. & Godr.
- Lactuca polyclada Boiss.
- Lactuca praecox R.E.Fr.
- Lactuca praevia C.D.Adams
- Lactuca pumila Rech.f. & Tuisl
- Lactuca quercina L.
- Lactuca raddeana Maxim.
- Lactuca rapunculoides (DC.) C.B.Clarke
- Lactuca reviersii Litard. & Maire
- Lactuca rostrata (Blume) Kuntze
- Lactuca rosularis Boiss.
- Lactuca sagittarioides C.B.Clarke
- Lactuca saligna L.
- Lactuca sativa L.
- Lactuca scarioloides Boiss.
- Lactuca schulzeana Büttner
- Lactuca schweinfurthii Oliv. & Hiern
- Lactuca serriola L.
- Lactuca setosa Stebbins ex C.Jeffrey
- Lactuca sibirica (L.) Benth. ex Maxim.
- Lactuca singularis Wilmott
- Lactuca songeensis C.Jeffrey
- Lactuca spinidens Nevski
- Lactuca stebbinsii N.Kilian
- Lactuca stipulata Stebbins
- Lactuca takhtadzhianii Sosn.
- Lactuca tatarica (L.) C.A.Mey.
- Lactuca tenerrima Pourr.
- Lactuca tetrantha B.L.Burtt & P.H.Davis
- Lactuca tinctociliata I.M.Johnst.
- Lactuca triangulata Maxim.
- Lactuca tuberosa Jacq.
- Lactuca tysonii (E.Phillips) C.Jeffrey
- Lactuca ugandensis C.Jeffrey
- Lactuca undulata Ledeb.
- Lactuca viminea (L.) J.Presl & C.Presl
- Lactuca virosa L.
- Lactuca watsoniana Trel.
- Lactuca winkleri Kirp.
- Lactuca yemensis Deflers
- Lactuca zambeziaca C.Jeffrey

## Galeria

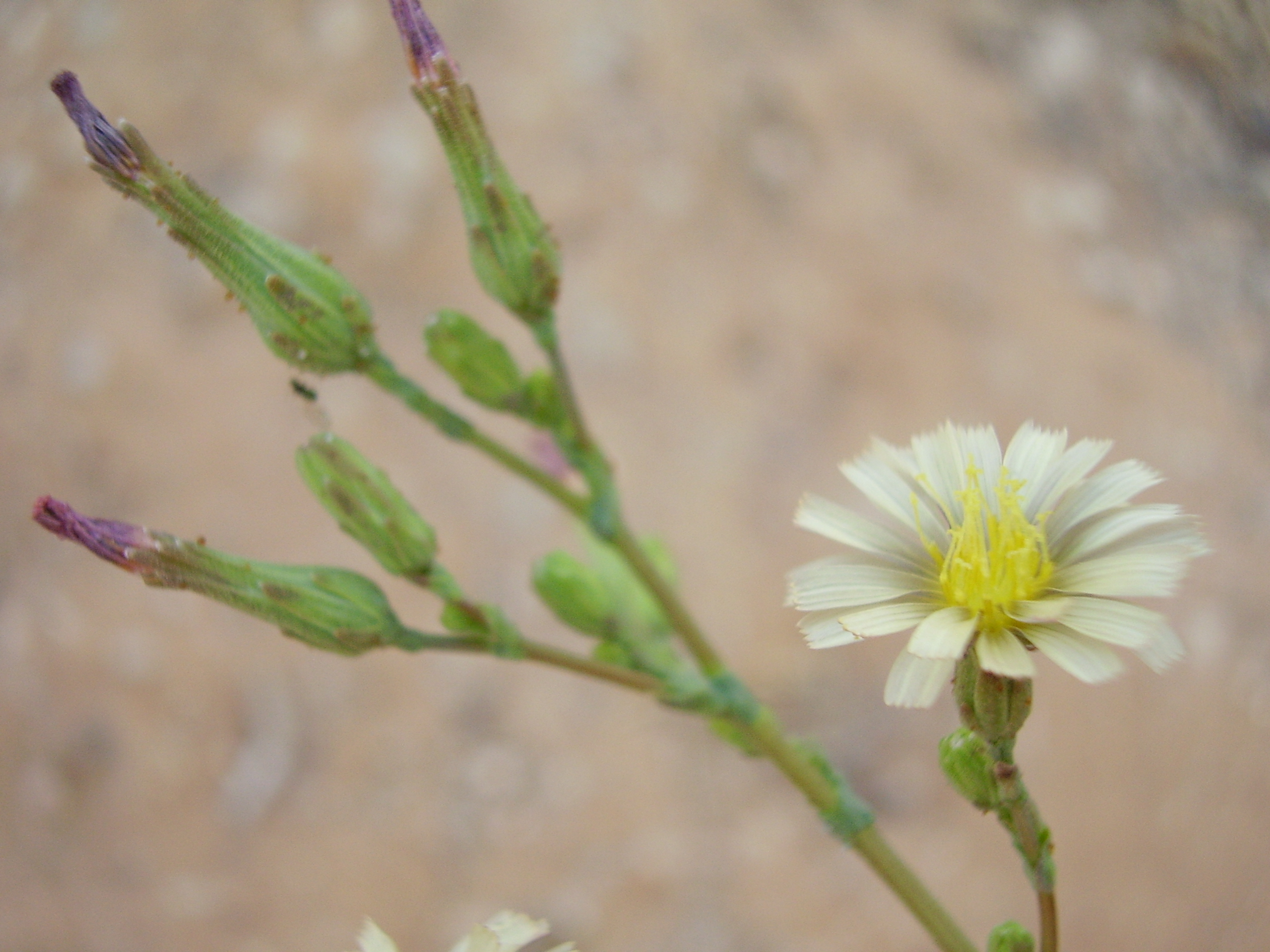
Lactuca serriola
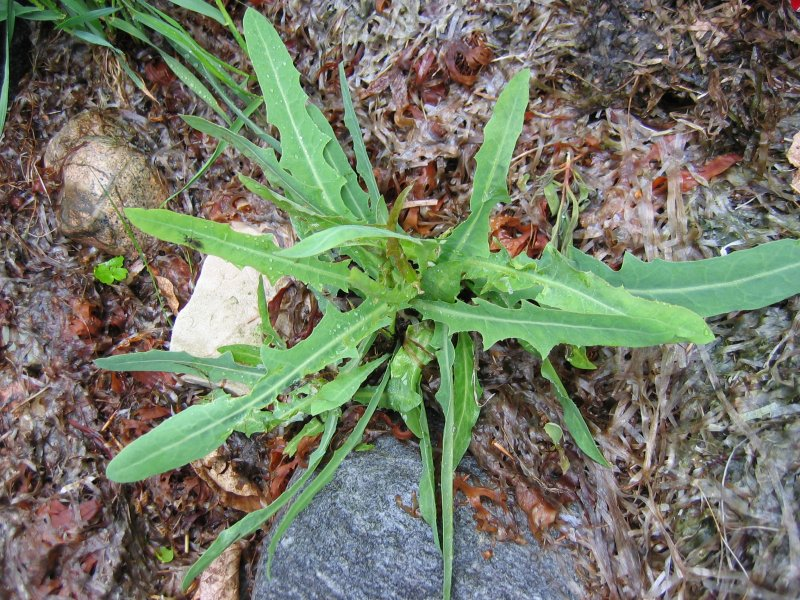
Lactuca tatarica
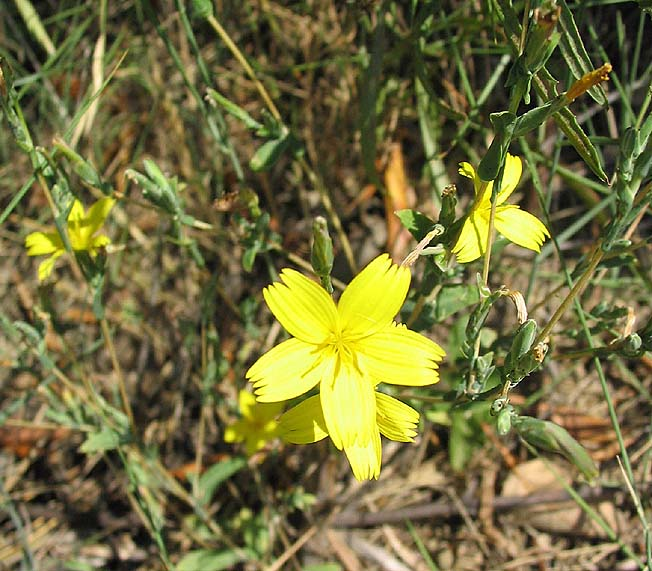
Lactuca viminea
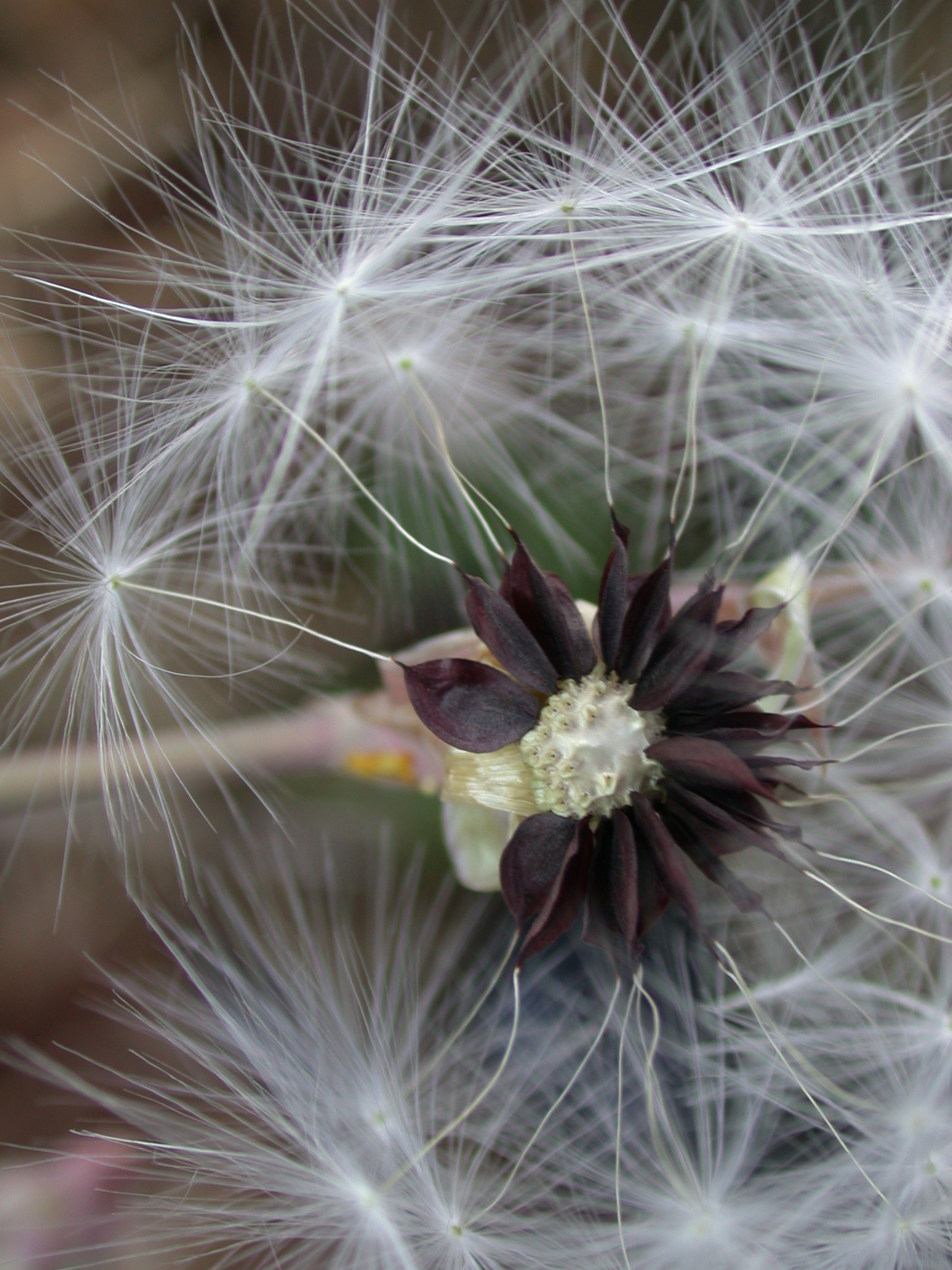
Lactuca tuberosa; fruits
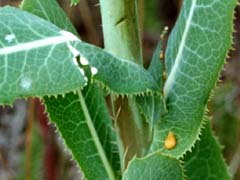
Lactuca virosa; fulles
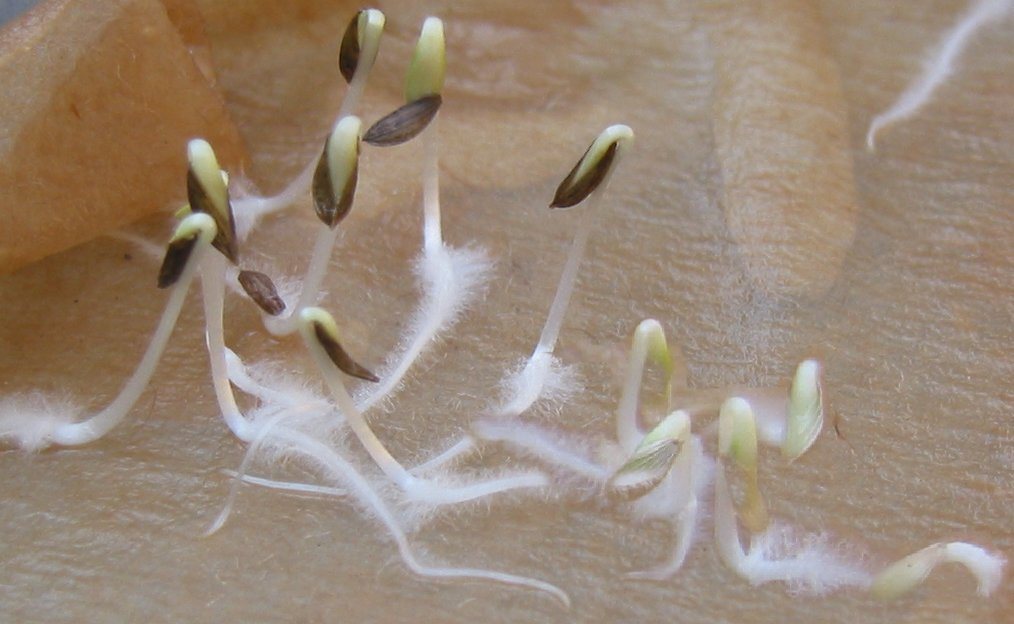
Llavors de L. sativa
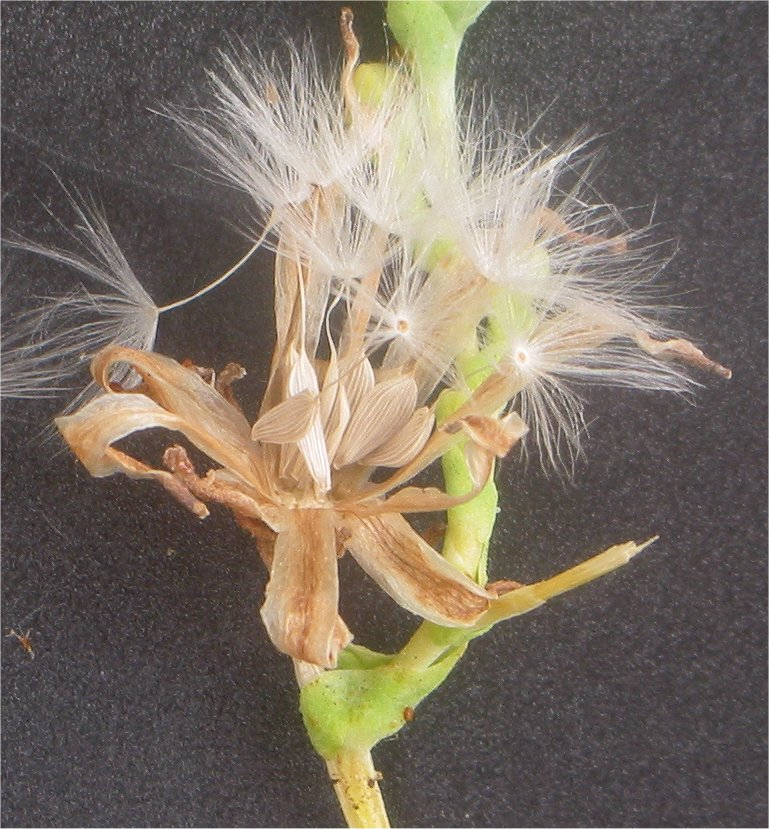
fruits de L. Sativa cultivada